# Halim Haryanto
Halim Haryanto (Bandung, 23 de septiembre de 1976) es un deportista indonesio, nacionalizado estadounidense, que compitió en bádminton.
Ganó una medalla de oro en el Campeonato Mundial de Bádminton de 2001 y una medalla de plata en los Juegos Panamericanos de 2011.

## Palmarés internacional
| Representando a Indonesia      |                      |                  |        |
| Campeonato Mundial             |                      |                  |        |
| Año                            | Lugar                | Medalla          | Prueba |
| 2001                           | Sevilla (España)     | Medalla de oro   | Dobles |
| Representando a Estados Unidos |                      |                  |        |
| Juegos Panamericanos           |                      |                  |        |
| Año                            | Lugar                | Medalla          | Prueba |
| 2011                           | Guadalajara (México) | Medalla de plata | Dobles |